# قائمة اضطرابات الصوت
اضطرابات الصوت (بالإنجليزية: Voice disorders)‏ هيَ حالات طِبية تتضمن علو الصوت أو جودة ونبرة صوت غير طبيعية تَنتج من الحنجرة وبالتالي تُؤثر على إنتاج الكلام. تتضمن هذه الاضطرابات:
- صوت البلوغ
- التهاب الحبل الصوتية
- عقيدات الحبل الصوتي
- أكياس الثنايا الصوتية
- خزل الحبل الصوتي
- وذمة رينكه
- خلل النطق التشنجي
- متلازمة اللكنة الأجنبية
- متلازمة بوجارت - بكال
- ورام حليمي حنجري
- التهاب الحنجرة